# Erika de Lone
Erika de Lone (* 14. Oktober 1972 in Boston) ist eine ehemalige US-amerikanische Tennisspielerin. Ihre Schwester Amy de Lone war ebenfalls Profitennisspielerin.

## Karriere
De Lone, die mit fünf Jahren Tennis zu spielen begann, bevorzugte Hartplätze. Sie gewann als Profispielerin einen Doppeltitel auf der WTA Tour sowie jeweils neun ITF-Turniere im Einzel und im Doppel. Ihre besten Weltranglistenpositionen erreichte sie am 10. April 2000 mit Platz 65 im Einzel und am 4. Dezember 2000 mit Platz 45 im Doppel.

## Turniersieg

### Doppel
| Nr. | Datum         | Turnier          | Kategorie    | Belag | Partnerin    | Finalgegnerinnen                   | Ergebnis          |
| --- | ------------- | ---------------- | ------------ | ----- | ------------ | ---------------------------------- | ----------------- |
| 1.  | 24. Juni 2000 | ’s-Hertogenbosch | WTA Tier III | Rasen | Nicole Pratt | Catherine Barclay Karina Habšudová | 7:64, 4:3 Aufgabe |

## Abschneiden bei Grand-Slam-Turnieren

### Einzel
| Turnier         | 1990 | 1991 | 1992 | 1993 | 1994 | 1995 | 1996 | 1997 | 1998 | 1999 | 2000 | 2001 | 2002 | Karriere |
| --------------- | ---- | ---- | ---- | ---- | ---- | ---- | ---- | ---- | ---- | ---- | ---- | ---- | ---- | -------- |
| Australian Open | 2    | 1    | —    | —    | —    | —    | 1    | —    | Q2   | 1    | 2    | 1    | Q1   | 2        |
| French Open     | —    | 1    | —    | —    | —    | 1    | —    | —    | —    | —    | 2    | —    | —    | 2        |
| Wimbledon       | —    | 1    | —    | —    | —    | —    | —    | —    | —    | 1    | 1    | —    | —    | 1        |
| US Open         | —    | 2    | —    | —    | —    | 2    | —    | 1    | —    | 1    | 1    | —    | —    | 2        |

Zeichenerklärung: S = Turniersieg; F, HF, VF, AF = Einzug ins Finale / Halbfinale / Viertelfinale / Achtelfinale; 1, 2, 3 = Ausscheiden in der 1. / 2. / 3. Hauptrunde; Q1, Q2, Q3 = Ausscheiden in der 1. / 2. / 3. Runde der Qualifikation; n. a. = nicht ausgetragen

### Doppel
| Turnier         | 1990 | 1991 | 1992 | 1993 | 1994 | 1995 | 1996 | 1997 | 1998 | 1999 | 2000 | 2001 | 2002 | Karriere |
| --------------- | ---- | ---- | ---- | ---- | ---- | ---- | ---- | ---- | ---- | ---- | ---- | ---- | ---- | -------- |
| Australian Open | —    | —    | —    | —    | 1    | —    | 2    | 2    | 1    | 1    | VF   | 2    | 2    | VF       |
| French Open     | —    | —    | —    | —    | 1    | —    | 1    | 2    | 2    | 2    | 1    | 1    | —    | 2        |
| Wimbledon       | —    | —    | —    | —    | —    | —    | 1    | 1    | 2    | 1    | 1    | 1    | —    | 2        |
| US Open         | 2    | —    | —    | 2    | —    | 1    | —    | —    | 2    | 1    | 1    | 1    | 2    | 2        |

### Mixed
| Turnier         | 1994 | 1995 | 1996 | 1997 | 1998 | 1999 | 2000 | Karriere |
| --------------- | ---- | ---- | ---- | ---- | ---- | ---- | ---- | -------- |
| Australian Open | —    | —    | —    | —    | —    | —    | —    | —        |
| French Open     | AF   | —    | —    | —    | —    | 2    | —    | AF       |
| Wimbledon       | —    | —    | 1    | —    | 1    | AF   | 1    | AF       |
| US Open         | —    | —    | —    | —    | —    | —    | —    | —        |